# 工業整備特別地域整備促進法
工業整備特別地域整備促進法（こうぎょうせいびとくべつちいきせいびそくしんほう、昭和39年7月3日法律第146号）は、工業の立地条件がすぐれており、かつ、工業が比較的開発され、投資効果も高いと認められる地域について、工業の基盤となる施設その他の施設を一層整備することに関する法律である。
新産業都市建設促進法等を廃止する法律（平成13年3月30日法律第14号）によって廃止された。